# Балансовая прибыль
Балансовая прибыль - это прибыль (убыток) до налогообложения, полученная предприятием от всех видов хозяйственной деятельности (как от обычных видов деятельности, так и от прочих доходов) за определенный период и отраженная в бухгалтерской отчетности.
Величина балансовой прибыли зависит от избранного учетного вектора, нормативная документация позволяет субъектам самостоятельно осуществлять выбор методов воздействия на создание финансовых результатов посредством выбора учетных методов.
Реализация продукции состоит из сбыта изготовленных товаров, оказания услуг и исполнения каких-либо работ. Доходы от реализации товаров определяют чистый доход компании, прочие элементы балансовой прибыли, входящие в состав, рассчитывающие, преимущественно, перераспределение прибыли, которая образовалась ранее в период проведения хозяйственной деятельности.

## Состав балансовой прибыли
Балансовая прибыль состоит из трех следующих элементов:
- прибыль от сбыта товара, оказания услуг, проведения работ;
- прибыль от сбыта основных средств, их остального выбытия и реализации прочих активов компании;
- материальные результаты от внереализационных процессов.
Основной пункт здесь – прибыль от сбыта товара, ее значимость в балансовой прибыли составляет порядка 85%. Данная величина формируется на принципах процесса хозяйственной деятельности.
В организациях, занимающиеся торговлей, сбытом и снабжением, прибыль приравнивается к валовому доходу от реализации товаров и рассчитывается как разница между стоимостью покупки и продажи сбытой продукции.
Строительные компании имеют возможность отображать доход после подписания определенного перечня документов, в которых подтверждается факт принятия работы заказчиком.
Серия производства может превышать отчетный период по срокам, доходность рассчитывается по реальной себестоимости.
Под понятием остального сбыта имеются в виду финансовые результаты от реализации разных видов собственности, включая основные активы, материалы, сырье, топливо и так далее.

## Формула расчета балансовой прибыли

### Балансовая прибыль предприятия
БП=ПРП+ППР+ПВО,
где БП – балансовая прибыль (убыток);
ПРП – прибыль от реализации продукции;
ППР – прибыль от прочей реализации;
ПВО – прибыль от внереализационных операций.
Убыток при расчете показателя обозначается знаком «-».

### Прибыль/убыток от реализации товаров, работ услуг
ПРП = ВД-Зпр-Н,
где ВД – валовой доход (выручка) от реализации продукции;
Зпр – затраты на реализацию и производство продукции (иначе – полная себестоимость продукции);
Н – сумма всех налогов, включающая налог на добавленную стоимость, акцизы на определенные группы товаров, экспортные тарифы и т.д.

### Расчет прибыли (убытка) от прочей реализации
ППР = ВР – (РР+ОС),
где ВР – выручка от реализации активов предприятия (основных средств, материалов, сырья);
РР – расходы на реализацию (могут включать транспортировку, затраты на рекламу, монтаж-демонтаж);
ОС – остаточная стоимость (для основных средств рассчитывается как разница между первоначальной стоимостью и накопленным износом).

## Факторы влияющие на изменение балансовой прибыли
На изменение балансовой прибыли оказывают влияние многие факторы. По степени соподчиненности они делятся на факторы первого и второго порядков.
К факторам первого порядка относятся изменения:
•	прибыли от реализации продукции (работ, товаров, услуг);
•	прибыли от прочей реализации;
•	внереализационных результатов.
Факторами второго порядка являются изменения:
•	объема реализованной продукции;
•	структуры реализованной продукции;
•	полной себестоимости реализованной продукции;
•	цен на реализованную продукцию;
•	доходов по ценным бумагам и от долевого участия в совместных предприятиях;
•	штрафов, пеней, неустоек, полученных за вычетом уплаченных;
•	прибыли и убытков прошлых лет, выявленных в отчетном году;
•	поступлений долгов и дебиторской задолженности;
•	финансовой помощи от других предприятий и организаций, пополнения фондов специального назначения и др.

## Значение и анализ балансовой прибыли
Основные показатели и полноценный анализ финансового результата имеет первостепенное значение для всех действительных и потенциальных инвесторов.
Конкретные расчёты, сравнение с результатами работы за прошедшие периоды, а также анализ работы аналогичных цехов, подразделений других предприятий позволяет наметить перспективы для дальнейшего роста, найти ошибки и пути их исправления.
В конечном итоге, это напрямую повлияет и на оценку деловых качеств менеджмента каждого субъекта предпринимательства и квалификации его персонала.
Тщательный поэтапный анализ позволяет выявить основные причины падения прибыли, например:
- недостаточный рост реализации и снижение цен;
- расход излишних ресурсов и повышение цен на них;
- неэффективную работу отдельных подразделений или групп менеджеров и специалистов;
- общее падение интереса покупателей к отдельным группам товаров.

Обобщающий показатель балансовой прибыли и детальный подсчёт всех её составляющих даёт наглядное представление об уровне эффективности организации, а также ее бизнес-процессов в различных отраслях деятельности отдельно взятого предприятия и трудового коллектива в целом.

## Список литературы
1. Федеральный закон «О бухгалтерском учете» от 06.12.2011 № 402-ФЗ
2. Астахов В.П. «Бухгалтерский (финансовый) учет. Учебное пособие» - М: «Экспертное бюро», 2000. -250 с.
3. Астахов В.П. «Теория бухгалтерского учета» - М: «Экспертное бюро, 2004. -351 c. - ISBN 5-86065-031-9
4. Вещунова Н.Л., Фомина Л.Ф. «Бухгалтерский учет на предприятиях различной формы собственности» - М: 2000. -640 с. -ISBN 5-7978-0068-3
5. Кондраков Н.П., Кондраков И.Л. «Бухгалтерский учет в бюджетных организациях». – М: «Проспект» - 2001. -267 с. -ISBN 5-900984-19-2.
6. Мураховская И.С. «Бухгалтерский учет и отчетность. Сборник нормативных документов и справочных материалов» - М: 2000. - 278 с.
7. Пошерстняк Е.Б., «Кассовые операции» -  М: «Герда», 2003г. -185 с. - ISBN 5-7978-0054-3
8. Токарев И.Н., «Бухгалтерский учет» - М: «ИД ФБК Пресс», 2002. -278 с.
9. Райзберг Б. А., Лозовский Л. Ш., Стародубцева Е. Б. Современный экономический словарь. 5-е изд., перераб. и доп. — М.: ИНФРА-М, 2007. — 495 с.